# 阿奎莱亚的保利努斯
保利努斯是卡洛林文艺复兴时期的一位牧师、神学家和诗人及杰出学者，自787年至去世任阿奎莱亚宗主教，多次参加宗教会议，如法兰克福会议，反对西班牙嗣子说，推动改革，主张在尼西亚信经中加入和子说，促使阿瓦尔人和阿尔卑斯斯拉夫人和平皈依基督教，因此是斯洛文尼亚人的使徒。